# Nitor pudibunda
Nitor pudibunda är en snäckart som först beskrevs av Cox 1868.  Nitor pudibunda ingår i släktet Nitor och familjen Helicarionidae. Inga underarter finns listade i Catalogue of Life.